# Минтимер Шаймиев
Минтимер Шарипович Шаймиев (на татарски: Минтимер Шәрип улы Шәймиев или Mintimer Şärip ulı Şäymiev) е руски политик и първият президент на Татарстан.

## Биография
Роден е в с. Аняково, Татарска АССР на 20 януари 1937 г.
Избран е за президент на Татарстан на 12 юни 1996 г. и е преизбран 2 пъти: на 25 март 2001 г. и на 25 март 2005 г.
Под ръководството на Шаймиев е приета „Декларация за държавната независимост и суверенитет“ и новата Конституция на Република Татарстан.